# Timothy V. Murphy
Timothy V. Murphy (Oakpark, Tralee, Irlanda, 5 de abril de 1960) es un actor irlandés conocido por sus papeles en Sons of Anarchy y True Detective entre otros.

## Vida personal
Timothy V. Murphy nació en Oakpark, Irlanda el 5 de abril de 1960, en el seno de una familia de seis hermanos.
Estudió en la universidad en Cork, estudiando Historia durante su último año de estudios..
Se mudó a los Estados Unidos en los años 80, donde trabajó en la construcción, primero en Nueva York y luego en Florida.
Decidió tomarse la actuación en serio y, al volver a Irlanda, estudió actuación en el Focus Theatre, con la actriz Deirdre O'Connell como profesora, y empezó a participar en obras de teatro.
En 1997, le surgió un lugar en el que alojarse en Los Ángeles y se fue a vivir allí.
Está casado con Caitlin Manley, con quien tiene un hijo, Sean Fionn Murphy, nacido en 2015.

## Carrera
En la época en la que trabajaba en la construcción, en Estados Unidos, tuvo ocasión de hacer un anuncio de la cerveza Molson.
A la vuelta a Irlanda, obtuvo un papel en la serie Glenroe, que le dio fama nacional durante un tiempo.
Cuando volvió a los Estados Unidos, empezó a tener papeles pequeños en series conocidas, pero su primer papel relevante le llegó gracias a un anuncio. Los productores de Mentes criminales le vieron en un anuncio de Direct TV y le ficharon para un arco argumental de seis episodios. A partir de ahí, obtuvo un papel para cinco episodios de Sons of Anarchy.
Está representado por Das Imperium Talent Agency.
Ha participado en anuncios de Capital One, Hyundai, build.com, y Audi Q5.

## Premios y nominaciones
Ha obtenido un Ovation Award por su trabajo teatral en The Beauty Queen of Leenane.
Además obtuvo el premio al mejor reparto de LA Weekly junto al resto de actores por The Lost Plays of Tennessee Williams, aparte de concederle una nominación a mejor actor.

## Filmografía

### Actor

#### Películas
| Año          | Título                                             | Papel                    | Notas                    |
| ------------ | -------------------------------------------------- | ------------------------ | ------------------------ |
| 1991         | Home Straight                                      |                          | Corto                    |
| 1999         | The Doorman                                        | Milo                     |                          |
| 2001         | The Scary Side of Randall Coombe                   |                          |                          |
| 2002         | The Honorable                                      | Milo                     |                          |
| 2002         | It Could Happen                                    | Sammy Fingleton          | Cortos                   |
| 2003         | Paddy Takes a Meeting                              | Paddy                    | Cortos                   |
| 2003         | The Perfect Wife                                   | Tim                      |                          |
| 2003         | Missing Brendan                                    | Mark                     |                          |
| 2003         | Red Roses and Petrol                               | Eamonn                   |                          |
| 2004         | Shallow Ground                                     | Jack Sheppard            |                          |
| 2005         | What's Up, Scarlet?                                | Vladamir Borshkoff       |                          |
| 2005         | Pit Fighter                                        | Padre Michael            |                          |
| 2006         | Christina Aguilera: Hurt                           | El padre                 | Corto directo a vídeo    |
| 2007         | Manband! The Movie                                 | R.S. Smoothskin          |                          |
| 2007         | National Treasure: Book of Secrets                 | Seth                     |                          |
| 2007         | The Antique                                        | Tom                      | Cortos                   |
| 2008         | Beatrice                                           | Chris                    | Cortos                   |
| 2008         | Appaloosa                                          | Vince                    |                          |
| 2009         | Green Street Hooligans 2                           | Max                      |                          |
| 2009         | The Butcher                                        | Tyke                     |                          |
| 2009         | Farewell to the Sparrow                            |                          | Cortos                   |
| 2010         | The Sierra                                         | Bob                      | Cortos                   |
| 2010         | Love & Vengeance                                   |                          | Cortos                   |
| 2010         | MacGruber                                          | Constantine              |                          |
| 2010         | Treasure of the Black Jaguar                       | Blake West               |                          |
| 2011         | Amber Lake                                         | Sargento Eugene Stockard |                          |
| 2011         | Noel Gallagher's High Flying Birds: If I Had a Gun | Padre de la novia        | Corto para vídeo         |
| 2011         | Take a Seat                                        | Reynold                  | Cortos                   |
| 2011         | Bowman                                             | Bowman                   | Cortos                   |
| 2012         | Delete                                             | Snake                    | Cortos                   |
| 2012         | Taken 3: Back to Normal                            | Ryan Bills               | Cortos                   |
| 2012         | Not That Funny                                     | Finneas Patrick O'Neill  |                          |
| 2012         | Lost Angeles                                       | Cliff                    |                          |
| 2012         | Dark Canyon                                        | Alcaide Cullen Logan     |                          |
| 2013         | The Frankenstein Theory                            | Karl McCallion           |                          |
| 2013         | El llanero solitario                               | Fritz                    |                          |
| 2013         | To Hell with a Bullet                              | Dr. Nick Devyril         |                          |
| 2013         | The Deal                                           | Hombre                   | Cortos                   |
| 2013         | Dystopia                                           | Marc                     | Cortos                   |
| 2014         | Looms                                              | Granjero                 | Cortos                   |
| 2014         | Keyhole                                            | Marido                   | Cortos                   |
| 2014         | Randy Houser: Like a Cowboy                        | Wesley O'Banion          | Corto directo para vídeo |
| 2014         | Road to Paloma                                     | Agente del FBI Williams  |                          |
| 2014         | Hot Bath an' a Stiff Drink                         |                          |                          |
| 2015         | How to Be a Gangster in America                    | Vlad                     |                          |
| 2015         | New Earth on the Barrens                           | Felix                    | Corto                    |
| 2016         | No Way to Live                                     | Detective Frank Giddins  |                          |
| 2016         | Heaven's Floor                                     | Jack                     |                          |
| 2017         | Tragedy Girls                                      | Sheriff Blane Welch      |                          |
| 2017         | Anything                                           | Isidore                  |                          |
| 2017         | Across My Land                                     | Frank                    | Cortos                   |
| 2018         | Roisin Dubh                                        | Barak                    | Cortos                   |
| 2018         | Fuerteventura                                      | Almirante                | Cortos                   |
| 2018         | The Ninth Passenger                                | Silas                    |                          |
| 2019         | Cuck                                               | Bill                     |                          |
| 2019         | In Full Bloom                                      | Roane                    |                          |
| Por estrenar | Broil                                              | August Sinclair          | Completada               |
| Por estrenar | Bad Suns                                           | Jones Jones III          | Corto Postproducción     |
| Por estrenar | Anti-Life                                          | Comandante Stanley       | Postproducción           |
| Por estrenar | Guerrilla                                          | Jason Bleibtreu          | Postproducción           |
| Por estrenar | RS Rising                                          | Tannovar                 | Postproducción           |
| Por estrenar | New Year                                           | Ben                      | Postproducción           |
| Por estrenar | Paa                                                | Randall                  | Corto Preproducción      |
| Por estrenar | Accomplice                                         | Tío Reyhan               | Preproducción            |

#### Series
| Año       | Título                               | Papel                         | Notas                                                |
| --------- | ------------------------------------ | ----------------------------- | ---------------------------------------------------- |
| 1995      | Glenroe                              | Conor Sheehy                  | Episodio "Conor's Last Stand"                        |
| 2001      | The District                         | Martin McBride                | Episodio "Old Ghosts"                                |
| 2001      | V.I.P.                               | General Volykov               | Episodio "Chasing Anna"                              |
| 2002      | Six Feet Under                       | Louis Winchell                | Episodio "Someone Else's Eyes"                       |
| 2003      | Fastlane                             | Riley Morrison                | Episodio "Simone Says"                               |
| 2003      | The Agency                           | Hombre del IRA                | Episodio "Spy Finance"                               |
| 2003      | Alias                                | Avery Russet                  | Episodio "A Missing Link" No aparece en los créditos |
| 2003      | Murder, She Wrote: The Celtic Riddle | Inspector O'Dwyer             | Películas para televisión                            |
| 2004      | Skeleton                             | Sargento Terry                | Películas para televisión                            |
| 2004      | Nip/Tuck                             | Quinn                         | Episodio "Joel Gideon"                               |
| 2006      | 24                                   | Schaeffer                     | 2 episodios                                          |
| 2008      | Gemini Division                      | Agente A                      | 2 episodios                                          |
| 2010      | CSI: Nueva York                      | Conner Wells                  | Episodio "The Formula"                               |
| 2010      | Madso War                            | Kieran Graner                 | Película para televisión                             |
| 2011      | Shameless                            | Vlad                          | 2 episodios                                          |
| 2011      | Chuck                                | Padre de la novia             | Episodio "Chuck Versus the Wedding Planner"          |
| 2011      | Mentes criminales                    | Ian Doyle                     | 6 episodios                                          |
| 2011-2013 | Sons of Anarchy                      | Galen O'Shay                  | 11 episodios                                         |
| 2012      | Kate                                 | Capitán Maiken                | Episodio "Bait & Switch"                             |
| 2012      | Longmire                             | Ephraim Clausen               | Episodio "The Dark Road"                             |
| 2012      | Burn Notice                          | Vincent Durov                 | Episodio "Official Business"                         |
| 2012      | Hell on Wheels                       | Bauer                         | Episodio "Slaughterhouse"                            |
| 2012      | Revenge                              | Dmitri Bladov                 | Episodio "Lineage"                                   |
| 2012      | Enchanted Affairs                    |                               | Película para televisión                             |
| 2012-2013 | NCIS: Los Ángeles                    | Isaak Sidorov                 | 4 episodios                                          |
| 2013      | BlackBoxTV                           | Gordon                        | Episodio "The Audition"                              |
| 2014      | Hawaii Five-0                        | Nick 'Valentine' Mercer       | Episodio "Ka No'eau"                                 |
| 2014      | Perception                           | Monsignor Eugene Norris       | Episodio "Possession"                                |
| 2015      | Scorpion                             | Dimitri Kreshenko             | Episodio "Once Bitten, Twice Die"                    |
| 2015      | Grace and Frankie                    | Byron                         | 3 episodios                                          |
| 2015      | True Detective                       | Osip Agronov                  | 6 episodios                                          |
| 2015      | The Bastard Executioner              | Padre Ruskin                  | Miniserie 10 episodios                               |
| 2016      | Code Black                           | Dr. Dimitri Volkov            | Episodio "What Lies Beneath"                         |
| 2017      | Chicago P.D.                         | Zadra                         | Episodio "Don't Bury This Case"                      |
| 2017      | An Klondike                          | Peachy Taylor                 | 4 episodios                                          |
| 2017      | The Last Man on Earth                | Benjamin Brinton              | Episodio "Got Milk?"                                 |
| 2017-2018 | Damnation                            | Gram Turner                   | 4 episodios                                          |
| 2018      | The Magicians                        | El hombre del libro retrasado | Episodio "The Tales of the Seven Keys"               |
| 2018      | Westworld                            | Coughlin                      | 2 episodios                                          |
| 2018      | Taken                                | Lynch                         | Episodio "Carapace"                                  |
| 2018      | Quantico                             | Conor Devlin                  | 5 episodios                                          |
| 2019      | Charmed                              | Jefe demonio                  | Episodio "When Sparks Fly"                           |
| 2019      | The Man in the High Castle           | Adolf Eichmann                | Episodio "For Want of a Nail"                        |
| 2020      | Snowpiercer                          | Comandante Grey               |                                                      |

#### Videojuegos
| Año  | Título                                  | Papel          | Notas                      |
| ---- | --------------------------------------- | -------------- | -------------------------- |
| 2010 | Mafia II                                | Otras voces    |                            |
| 2016 | Call of Duty: Modern Warfare Remastered | Cosgrave (voz) | No aparece en los créditos |

### Productor
En 2015, coprodujo la película Tooken.